# Babak Karimi
Babak Karimi, pers. بابک کریمی (ur. 22 marca 1960 w Pradze) – irański aktor i montażysta filmowy i telewizyjny. Znany ze stałej współpracy z reżyserem Asgharem Farhadim, u którego wystąpił m.in. w Przeszłości (2013) i Kliencie (2016). Laureat zbiorowego Srebrnego Niedźwiedzia dla najlepszego aktora na 61. MFF w Berlinie za rolę sędziego w filmie Rozstanie (2011) w reżyserii Farhadiego. Wystąpił również w takich filmach, jak m.in. Cichy chaos (2008) Antonello Grimaldiego, Yalda, noc przebaczenia (2019) Massouda Bakhshiego czy Życie przed sobą (2020) Edoardo Pontiego, gdzie zagrał u boku Sophii Loren.